# Белвю (дворец)
Вижте пояснителната страница за други значения на Белвю.
„Белвю“ (на немски: Schloss Bellevue: bɛlˈvy, Schönblick, Хубава гледка) е дворец в Берлин, в северната част на парка Гросер Тиргартен, първата резиденция (седалище) на президента на Германия от 1994 г. (Втората резиденция е Вила Хамершмид в Бон.)
Дворецът е разположен на брега на река Шпре и е построен за лятна резиденция по нареждане на принц Август Фердинанд, най-малкият брат на пруския крал Фридрих II, по плановете на архитект Михаел Филип Боуман между 1785 и 1786 г.
През април 1941 г. дворецът изгаря при бомбардировките. След края на Втората световна война е ремонтиран. През 1954 – 1959 г. възстановен от архитект Карл Хайнц Швенике като берлинска резиденция на президента на Германия.